# Её личный ад
«Её личный ад» (англ. Her Private Hell) — будущий американо-датский триллер режиссёра Николаса Виндинг Рефна по сценарию Рефна и Эсти Джордани. Главные роли в фильме исполнили Софи Тэтчер, Чарльз Мелтон, Кристин Фросет и Гавана Роуз Лю. Фильм основан на оригинальной истории, которая обещает «много блеска, секса и насилия», сюжет держится в секрете.
Производством и кинопрокатом фильма занимается компания NEON.

## Сюжет
Сюжет держится в секрете, но создатели описывают фильм как остросюжетный, гипнотический и неистовый триллер, основанный на оригинальной истории, которая обещает «много блеска, секса и насилия».

## В ролях
- Софи Тэтчер
- Чарльз Мелтон
- Кристин Фросет
- Гавана Роуз Лю

## Производство
После создания нескольких мини-сериалов — «Слишком стар, чтобы умереть молодым» и «Ковбой из Копенгагена» для Amazon Prime Video и Netflix соответственно, Рефн приступил к работе над фильмом «Её личный ад». В интервью Variety в августе 2024 года Рефн сообщил, что готовится снимать фильм в Токио, а основными разговорными языками в проекте будут английский и японский.
23 апреля 2025 года NEON и сам Рефн официально анонсировали проект, назвав его «чем-то крутым», а также обнародовали название «Her Private Hell» и тизер-постер.
23 апреля 2025 года был объявлен основной актёрский состав фильма: Софи Тэтчер, Чарльз Мелтон, Кристин Фросет и Гавана Роуз Лю.
Основные съёмки начались в Токио 8 мая 2025 года.